# Euaresta bullans
Euaresta bullans es una especie de insecto del género Euaresta de la familia Tephritidae del orden Diptera.

## Historia
Wiedemann la describió científicamente por primera vez en el año 1830.